# Tonka-250
Le Tonka-250 ou Samin, désigne un carburant pour missiles développé par les soviétiques dans les années 1950 à partir du R-Stoff allemand. Sa composition pouvait varier autour d'une moyenne de 50 % de xylidine H2N-C6H3(CH3)2 et 50 % de triéthylamine N(CH2CH3)3 (fractions massiques). Ce mélange est hypergolique avec les comburants à base d'acide nitrique HNO3. Il était difficile à maîtriser car les proportions optimales du mélange dépendaient de la température de combustion et de la pureté des constituants.
Il fut le carburant du lanceur soviétique Cosmos-1 (dérivé du missile R-14), du missile R-17 (alias Scud B) et de certains missiles coréens dérivés de la technologie soviétique.